# 츠키노 예능 프로덕션
츠키노 예능 프로덕션(일본어: ツキノ芸能プロダクション)는 일본의 회사 무빅(Movic)에 발매한 캐릭터 CD드라마 및 기타 미디어 믹스 작품에서 등장하는 가공의 연예 기획사이다. 2017년 10월부터 12월까지 도쿄 MX에서 TV 애니메이션화 츠키프로 더 애니메이션(TSUKIPRO THE ANIMATION)란 타이틀로 방영되었다. 2020년 6월에 제2기의 제작이 발표되어, 2021년 7월부터 방영 중이였으나, 코로나19 범유행으로 인해 제작 중지로 8화까지 방영. 이후, 동년 10월부터 재개해, 12월까지 방영되었다. 그리고 2022년 10월부터 12월까지 VAZZROCK(버즈록)의 애니메이션화 버즈록 더 애니메이션(VAZZROCK THE ANIMATION)란 타이틀로 방영되었다.

## 개요
2012년에 프로젝트가 개시된 『츠키우타。』 시리즈에서 등장하는 남녀 각 12명의 아이돌들이 소속 연예 사무소이지만, 후의 파생 그룹 역시 이 사무소에 소속되어 있다는 설정이다. 사장은 츠키노 미코토. 설정상 소재지는 도쿄 도 이타바시 구 야요이쵸에서 무빙의 현 주소와 같다.
특히 SolidS, QUELL, SOARA, Growth 등 『츠키우타。』에 등장하는 유닛보다 늦게 태어난 그룹은 「후속 조」, 「후속 유닛」 등으로 불리고 『츠키우타.』 자체와 구별하기 위해서 「츠키프로」로 일컬어지는 경우도 있다.
소속 아이돌의 특징으로서, 각각의 멤버 혹은 그룹의 곡은 기본적으로 규정의 작곡가가 맡고 있는 것, 많은 캐릭터의 연령이 현실 세계와 병행해서 오르는 것 등이 꼽힌다.
또 2.5차원의 연예 기획사를 강조하고 있어 성우와 캐릭터가 일체로 사무소에 소속되어 있다고 하는 체재를 취하는 경우가 있고 CD나 애니메이션뿐 아니라 무대 상연(츠키스테。)와 현실의 아이돌 그룹(츠키쿠라)와 연결된 형식의 그룹이 전개되고 있다.

## 시리즈 및 등장인물

### SQ 시리즈

#### SolidS (솔리즈)
타카무라 시키 (篁 志季)
성우 : 에구치 타쿠야
오쿠이 츠바사 (奥井 翼)
성우 : 사이토 소마
세라 릿카 (世良 里津花)
성우 : 하나에 나츠키
무라세 다이 (村瀬 大)
성우 : 우메하라 유이치로
하이즈키 후미히코 (灰月 文彦)
성우 : 카와하라 요시히사
SolidS(솔리즈)의 매니저.

#### QUELL (쿠벨)
이즈미 슈 (和泉 柊羽)
성우 : 타케우치 슌스케, 코바야시 다이키 (유년 시절)
호리미야 에이치 (堀宮 英知)
성우 : 니시야마 코타로
쿠가 잇세이 (久我 壱星)
성우 : 나카무라 슈고
쿠가 이치루 (久我 壱流)
성우 : 노가미 쇼
유즈키 히로 (柚月 広)
성우 : 쿠마가이 켄타로
QUELL(쿠벨)의 매니저.

### ALIVE 시리즈

#### SOARA (소아라)
오오하라 소라 (大原 空)
성우 : 토요나가 토시유키
아리하라 모리히토 (在原 守人)
성우 : 오노 유우키
카구라자카 소우시 (神楽坂 宗司)
성우 : 후루카와 마코토
무나카타 렌 (宗像 廉)
성우 : 무라타 타이시
나나세 노조무 (七瀬 望)
성우 : 사와시로 치하루
와카츠키 히나타 (若月 日向)
성우 : 하마조에 신야
SOARA(소아라)의 매니저.

#### Growth (그로스)
에토 코우키 (衛藤 昂輝)
성우 : 토키 슌이치
야에가시 켄스케 (八重樫 剣介)
성우 : 야마야 요시타카
사쿠라바 료타 (桜庭 涼太)
성우 : 야마시타 다이키
후지무라 마모루 (藤村 衛)
성우 : 테라시마 쥰타
모치츠키 미나토 (望月 皆人)
성우 : 에비나 쇼타→요시노 타카히로
Growth(그로스)의 매니저.

### 쌍둥이 마법사 리코와 글리
2013년에 제과 회사인 에자키 글리코가 고안한 이 회사의 오리지날 캐릭터. 행복한 마음 "스위트"를 힘의 원천인 마법의 나라 글리코 랜드에 사는 과자의 마법사인 리코와 글리가 과자의 힘으로 인간의 세계를 더 해피하기 때문에 왔다는 설정.

#### Swiiiiiits! (스위츠!)
리코 (リコ)
성우 : 미나세 이노리
글리 (グリ)
성우 : 시마자키 노부나가
슈타인 (シュタイン)
성우 : 타마루 아츠시
피스 Jr. (ビスJr.)
성우 : 히라카와 다이스케
디어 (ディア)
성우 : 타카하시 히데노리
리세 (リーゼ)
성우 : 이시카와 카이토

### 극단 알타이르
소니 뮤직 엔터테인먼트 재팬이 개최한 오디션 「츠키프로 뮤직 그랑프리 2016」에서 선발된 12명이 합격해, 현재 츠키쿠라의 멤버로 활동하는 12명의 신인 성우를 캐릭터 보이스를 담당하는 극단 유닛. 유닛 편성은 향후의 활동으로 변화한다. 츠키쿠라 2기생의 캐릭터가 추가해서 19명이 되었다.

#### Rigel (리겔)
이치가야 린타로 (市ヶ谷 リンタロウ)
성우 : 이노우에 유우키
오오사키 이즈모 (大崎 イズモ)
성우 : 후루하타 케이스케
시부야 요우스케 (渋谷 ヨウスケ)
성우 : 코마츠 쥰야
타츠미 마키 (辰巳 マキ)
성우 : 토쿠타케 타츠야

#### Sargas (사루가스)
카스미 사쿠야 (霞 サクヤ)
성우 : 아라 카즈하루
고코쿠지 미카도 (護国寺 ミカド)
성우 : 니시노 타이세
시노노메 유리 (東雲 ユウリ)
성우 : 이치카와 타이치
센카와 리츠 (千川 リツ)
성우 : 후데무라 에이신
츠키시마 히지리 (月島 ヒジリ)
성우 : 키쿠치 료

#### Regulus (레글루스)
카나메 타츠히코 (要 タツヒコ)
성우 : 오오미 쇼이치로
카미야 토우마 (神谷 トウマ)
성우 : 이토카와 요지로
나카타 이츠키 (永田 イツキ)
성우 : 마츠오카 잇페이

#### 그 외
아사부 노후아키 (麻布 ノブアキ)
성우 : 오쿠 노부아키
쿠라마에 카즈키 (蔵前 カズキ)
성우 : 테라시타 카즈키
코마코메 타이치 (駒込 タイキ)
성우 : 쿠마가이 다이키
토마츠 다이스케 (豊洲 ダイスケ)
성우 : 나가시마 다이스케
나카노 타츠야 (中野 タツヤ)
성우 : 이이즈카 타츠야
모리시타 쇼우 (森下 ショウゾウ)
성우 : 타무라 쇼우
리요고쿠 쥰페이 (両国 ジュンペイ)
성우 : 바바 쥰페이

### VAZZROCK 시리즈

#### VAZZY (바지)
마미야 타카아키 (眞宮 孝明)
성우 : 신가키 타루스케
키라 오우카 (吉良 凰香)
성우 : 코바야시 유스케
키즈쿠 이즈사 (築 一紗)
성우 : 야마나카 마사히로
키즈쿠 후타바 (築 二葉)
성우 : 시라이 유스케
오오야마 나오스케 (大山 直助)
성우 : 사사 츠바사
시라세 유우마 (白瀬 優馬)
성우 : 호리에 슌
타카츠키 리쿠 (高月 理久)
성우 : 코마다 와타루
VAZZY(버지)의 매니저.
하라다 나오키 (原田 直樹)
성우 : 마츠모토 야스노리
마미야 타카야키의 개인 매니저.

#### ROCK DOWN (록 다운)
오노다 쇼 (小野田 翔)
성우 : 키쿠치 유키토시
쿠시카와 하루토 (久慈川 悠人)
성우 : 하세가와 요시아키
아마하 레이지 (天羽 玲司)
성우 : 사토 타쿠야
타치바나 아유무 (立花 歩)
성우 : 반 타이토
오오쿠로 가쿠 (大黒 岳)
성우 : 마스모토 타쿠야
나즈미 루카 (名積 ルカ)
성우 : 코모토 케이스케
코우즈키 사토시 (上月 聡)
성우 : 야마시타 세이이치로
ROCK DOWN(록 다운)의 매니저.
야나이 마사후미 (柳井 匡史)
오노다 쇼의 개인 매니저.

### infinit0 (인피니트 제로)
츠키프로 소속의 전 국민적 유닛의 멤버 2명에 의해서 결성된 그룹으로, 2019년부터 개시. 캐치 카피는 「0= 제약 없이=무한대(infinito)에 자유롭게」.
스키가와 레이 (数寄川 零)
성우 : 타도코로 히나타
미카제 로아 (御風 呂庵)
성우 : 치바 미즈키
츠키야마 케이 (月山 蛍)
성우 : 시오야 후미요시
infinit0(인피니트 제로)의 매니저.

### 죤 (じょん)
본래 츠키우타의 9월, SQ 시리즈, ALIVE 시리즈의 담당 작사 · 작곡가. 별 명의는 타키자와 아키라(滝沢 章).

### 선 프로모션 엔터테인먼트
Growth(그로스)의 라이벌계 유닛의 소속 사무소.

#### ZIX (직스)
스가이 마코토 (須貝 誠)
성우 : 하마노 다이키
히시다 미츠루 (菱田 満)
성우 : 와타나베 타쿠미

#### 토바리 (帷)
아마기 시오 (天城 士欧)
성우 : 나카지마 요시키
하시바 쿠로이 (羽柴 玄尉)
성우 : 스미야 테츠에이

## 같이 보기
- 츠키우타